# William Barleycorn
William Napoleon Barleycorn (Santa Isabel, Fernando Poo, 1848-1925) fou un religiós d'ascendència crioll fernandino i igbo, missioner metodista primitiu la família del qual es va establir a l'illa de Fernando Poo (actualment Bioko) en la dècada de 1880. D'allí, va anar a la Universitat d'Edimburg.

## Primers anys
Era el fill de Napoleon Barleycorn, missioner metodista primitiu a Fernando Poo, qui va enviar els seus fills a estudiar a Bourne College a Quinton, Anglaterra. Endemés, va estudiar a Barcelona i Victoria, Camerun.

## Treball missioner
Durant la dècada de 1870 William Barleycorn era professor de l'escola dominical, membre de la Classe de Missioners Nadius i predicador local a la vila bubi de Basupu. El 1871 va deixar un petit lloc comercial i es traslladà a San Carlos (badia del Nord-oest) a treballar com a assistent per a la missió europea. El 1873 esdevingué el cap de l'Escola de Dia Metodista Primitiva de San Carlos. Va fer nombrosos viatges a Anglaterra i fou rebut per la conferència a Hull per servir en pràctiques el 1881.

## Estudiant a Barcelona
El 1884 va arribar a ser catalogat com un dels ministres regulars, i va estudiar a Barcelona durant dos anys per obtenir el seu certificat d'ensenyament espanyol. Es va convertir en cap visible de la comunitat fernandino de Santa Isabel en la dècada de 1890, i va servir com un referent patriarcal de la influència anglòfona i protestant a l'illa.
En el seu honor, es va erigir un monument al cementiri protestant vora l'assentament fernandino de Clarence Cove, posteriorment Port Clarence.

## Abecedari bubi
Barleycorn va compilar el primer abecedari Bubi el 1875 amb el missioner William B. Luddington.
Dues copies de l'abecedari Bubi na English compilat per William B. Luddington i William N. Barleycorn, 1875, són disponibles per consulta a la Biblioteca SOAS.